# Acrylharz

Struktur von Methacrylsäuremethylester, ein Monomer zur Herstellung von Acrylharzen.

Acrylharze, oftmals auch Acrylatharze, sind thermoplastische oder wärmehärtbare Kunstharze und gelten als besonders haltbar. Acrylharze werden durch Homopolymerisation oder Copolymerisation von Acrylsäure, Methacrylsäure und deren Estern gewonnen. Als Copolymere werden oft ungesättigten Monomere, wie Styrol, Vinylester oder Acrylnitril eingesetzt. Die Harze können thermisch selbsthärtend sein, wenn sie funktionelle Gruppen, wie z. B. Hydroxymethylgruppen tragen oder sie werden zur Härtung mit anderen Stoffen, wie Epoxidharzen, (Poly-)Isocyanaten oder Aminoplasten vernetzt. Sie lassen sich in die zwei Gruppen der Polyacrylate und der reaktionsfähigen Acrylatharze, die noch die Doppelbindungen der Acrylsäure- bzw. Methacrylsäureester enthalten, einteilen.

## Eigenschaften
Durch die Wahl der Monomere und Copolymere lassen sich die Eigenschaften wie Löslichkeit und mechanische Eigenschaften stark variieren. Im Allgemeinen sind Acrylharze transparente und gegenüber UV-Licht beständige (sich nicht verfärbende) Produkte. Monomere mit längeren, linearen Seitenketten führen zu einem plastischen Verhalten und wirken sich damit positiv auf die Flexibilität von Filmen, eine gute Löslichkeit, geringere Lösungsviskositäten, Benetzung von Substraten und Pigmenten, Verlauf, Oberflächenglätte und Glanz aus. Wegen der in diesem Fall geringeren Härte ist die mechanische Beständigkeit und – aufgrund der geringeren Diffusionsdichte – die Lösemittel- und Chemikalienbeständigkeit geringer. Technische Produkte enthalten oft eine Kombination von Monomeren mit höheren und niedrigeren Glasübergangstemperaturen.

## Anwendung
Acrylharze werden in vielen Klebstoffen und Lacken (Acrylharz-Lacke) verwendet. Sie sind auch Bestandteil von Acrylfarben, welche Kunststoffdispersionsfarben aus wasserdispergierten Acrylatharzen darstellen. Darin sind die Acrylharze ideale Bindemittel für Dispersionsfarben. Sie werden vor allem in der Bauindustrie als Fassaden- und Wandfarben auf saugendem, porösem Untergrund eingesetzt. Ein Anwendungszweck ist auch die Gebäudeabdichtung. Generell besitzen Acrylharze ein sehr breites Anwendungsspektrum in der Lackindustrie. Acrylharze sind, einmal ausgehärtet, dauerhaft licht- und wetterfest, dauerelastisch, haftfest und wasserdampfdurchlässig. Sie haben eine gute Optik, guten Glanz und hohe Bewitterungsbeständigkeit. Acrylharz in Dichtstoffen ist außerdem überstreichbar, weshalb zur Abdichtung von Rissen in der Wand Acryl gegenüber Silikon-Dichtstoffen bevorzugt wird. Die ausschließliche Verwendung von reinen Acrylharzen auf Metall bietet nur mäßigen Korrosionsschutz. Ein einwandfreies Ergebnis wird durch eine entsprechende Grundierung erzielt. Auch dafür kommen Acrylharze zum Einsatz, diese werden aber mit entsprechenden Additiven (Haftvermittlern und Pigmenten) versehen. Anschließend wird mit Acrylharz überschichtet, auch hier ist wiederum der Einsatz von entsprechenden Füllstoffen notwendig. Dieses System findet breite Anwendung, z. B. bei Stahl- und Nichteisenmetall-Konstruktionen.
Lösungen von vernetzungsfähigen Acrylharzen werden als Einbrennlacke in der Fahrzeugindustrie und für Haushaltsgeräte eingesetzt.
Bei der Verarbeitung sollten die Sicherheitshinweise beachtet werden. Bei allen Monomeren handelt es sich um sehr reaktionsfähige Verbindungen, daraus resultieren gesundheitliche Risiken, die allerdings sehr unterschiedlich sind.

## Photoinitiiert härtende Acrylate
Photoinitiiert härtende Acrylate sind einkomponentige, bei Raumtemperatur härtende Reaktionsharze, deren radikalische Polymerisation durch UV- oder sichtbares Licht erfolgt. Lichthärtende Acrylate werden für Verklebungen eingesetzt, bei denen mindestens ein Fügeteil aus einem lichttransparenten Werkstoff besteht. Diese Klebstoffe werden in den Bereichen Kommunikationselektronik, Unterhaltungselektronik, Glas- und Kunststoffindustrie sowie in der Medizintechnik eingesetzt. Die Produkteigenschaften reichen von sekundenschneller Aushärtung für kurze Taktzeiten in der Fertigung, über hohe Ionenreinheit und weiten Elastizitätsbereich bis hin zur Möglichkeit, unterschiedliche Werkstoffe wie Glas, Keramik, Metalle, Kunststoffe oder Holz miteinander zu verbinden.